# تئودور لئوپولد
تئودور لئوپولد (انگلیسی: Theodor Leupold; ۱ ژانویهٔ ۱۹۰۰ – ۱۱ سپتامبر ۱۹۶۷) دوچرخه‌سوار اهل آلمان بود.